# Symfonie nr. 3 (Matthews)
David Matthews voltooide zijn Symfonie nr. 3 opus 37 in april 1985.
Matthews begon aan deze symfonie tijdens een verblijf in Sydney, Australië (hij verblijft daar regelmatig). Het uitgangspunt van het werk werd gevormd door het eerder door hem gecomponeerde lied Spell of Sleep op tekst van Kathleen Raine. Zijn eerste en tweede symfonie bestonden uit slechts één deel, maar met een structuur die toch naar de klassieke indeling van een symfonie verwezen. Matthews wilde zijn technieken uitbreiden met een symfonie in twee delen, maar kwam toch weer uit op één deel. Het werk bestaat uit een aantal segmenten, die in elkaar overgaan.
De symfonie begint met een fuga met tonale akkoorden; het tempo is daarbij laag. De muziek bouwt langzaam op tot een climax, waarna het werk in een tempoversnelling terechtkomt. Dit is echter schijn, want het snelle tempo wordt steeds onderbroken door het langzame tempo en de muziek van het voorgaande segment. In het “snelle” deel zijn nog een menuet en trio ingebouwd; het menuet heeft daarbij “last” van maatwisseling, dus erop dansen zoals vroeger de gewoonte was, is niet mogelijk. Na afronding van het snellere gedeelte komt de muziek van het begin terug. De symfonie sluit af met een coda, waarin de tijd stil lijkt te staan. Een lange solo voor de hobo, gerelateerd aan de melodie van Spell of Sleep boven een lange drone in de strijkinstrumenten sluit het werk af. Ook hier is alles tonaal, het werk sluit af in C majeur.

## Orkestratie
- 3 dwarsfluiten waarvan 1 ook piccolo, 4 hobo’s waarvan nummer 3 ook althobo, 3 klarinetten waarvan nummer 2 ook esklarinet en nummer 3 ook basklarinet en 3 fagotten waarvan nummer 3 ook contrafagot;
- 4 hoorns, 4 trompetten, 3 trombones, 1 tuba
- pauken, grote trom, diverse bekkens, gong, tamtam, glockenspiel, vibrafoon en crotales;
- eerste violen, tweede violen, altviolen, celli, contrabassen.

De eerste uitvoering van het werk werd gegeven op 27 september 1985 door het Halle Orchestra onder leiding van Bryden Thomson in Sheffield.

## Discografie
- Uitgave Dutton Vocalion: BBC National Orchestra of Wales o.l.v. Martyn Brabbins; een opname uit 2008.